# Marcel Bourbonnais
Pour l’article homonyme, voir Bourbonnais.
Marcel Bourbonnais, né le 27 février 1918 à Québec et mort le 14 octobre 1996 à l'âge de 78 ans, était un contremaître, dessinateur, ingénieur, technicien et homme politique fédéral du Québec.

## Biographie
Né dans la capitale québécoise, Marcel Bourbonnais tente de devenir député du Parti progressiste-conservateur du Canada dans la circonscription fédérale de Vaudreuil-Soulanges en 1957 mais est défait. Élu en 1958 et réélu en 1962, il est défait par le libéral René Émard en 1963 puis en 1965.